# Мости Амстердама

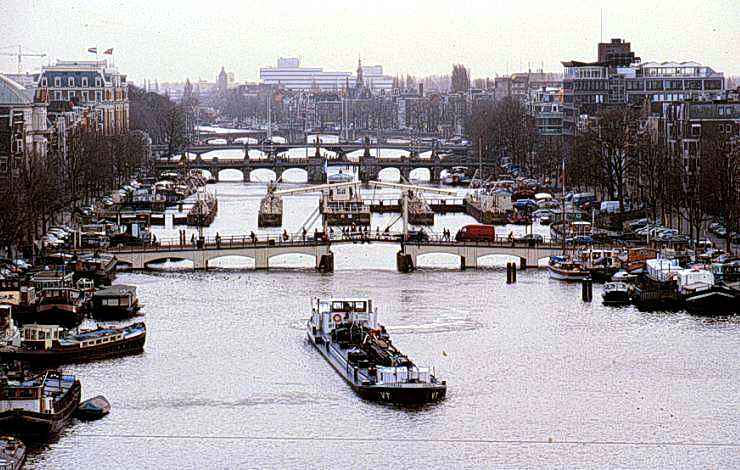
Амстел і Магере Брюг.

Мости 51 і 52 на каналах Кейзерсграхт і Леліграхт.

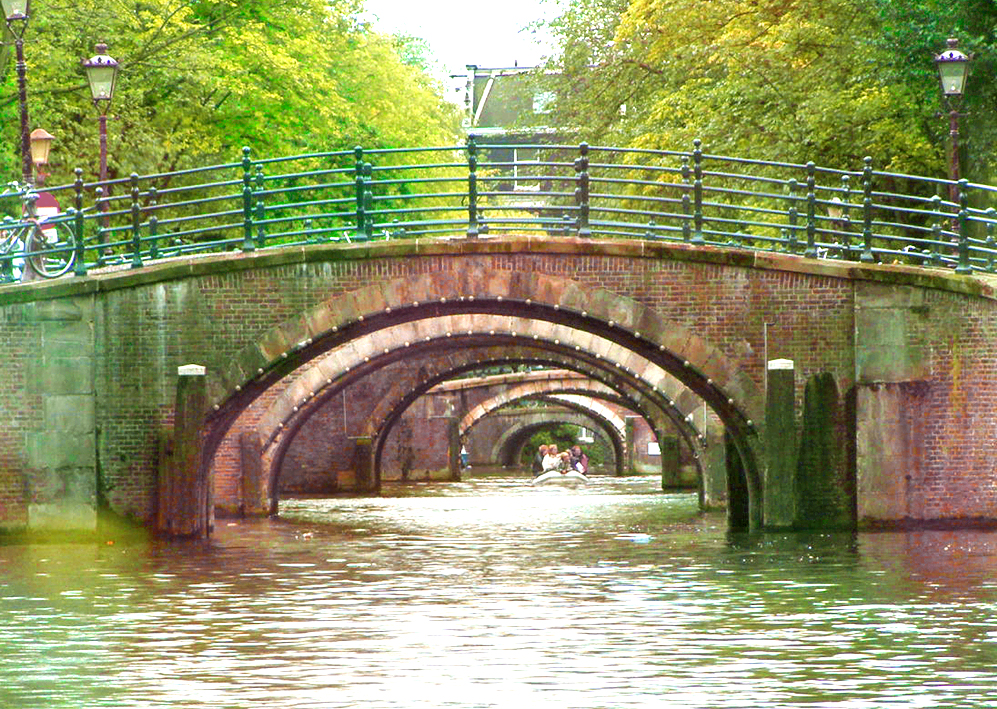
Реґюлірсґрахт (Reguliersgracht), канал семи мостів (№ 31, 39, 40, 72-74 і 81).

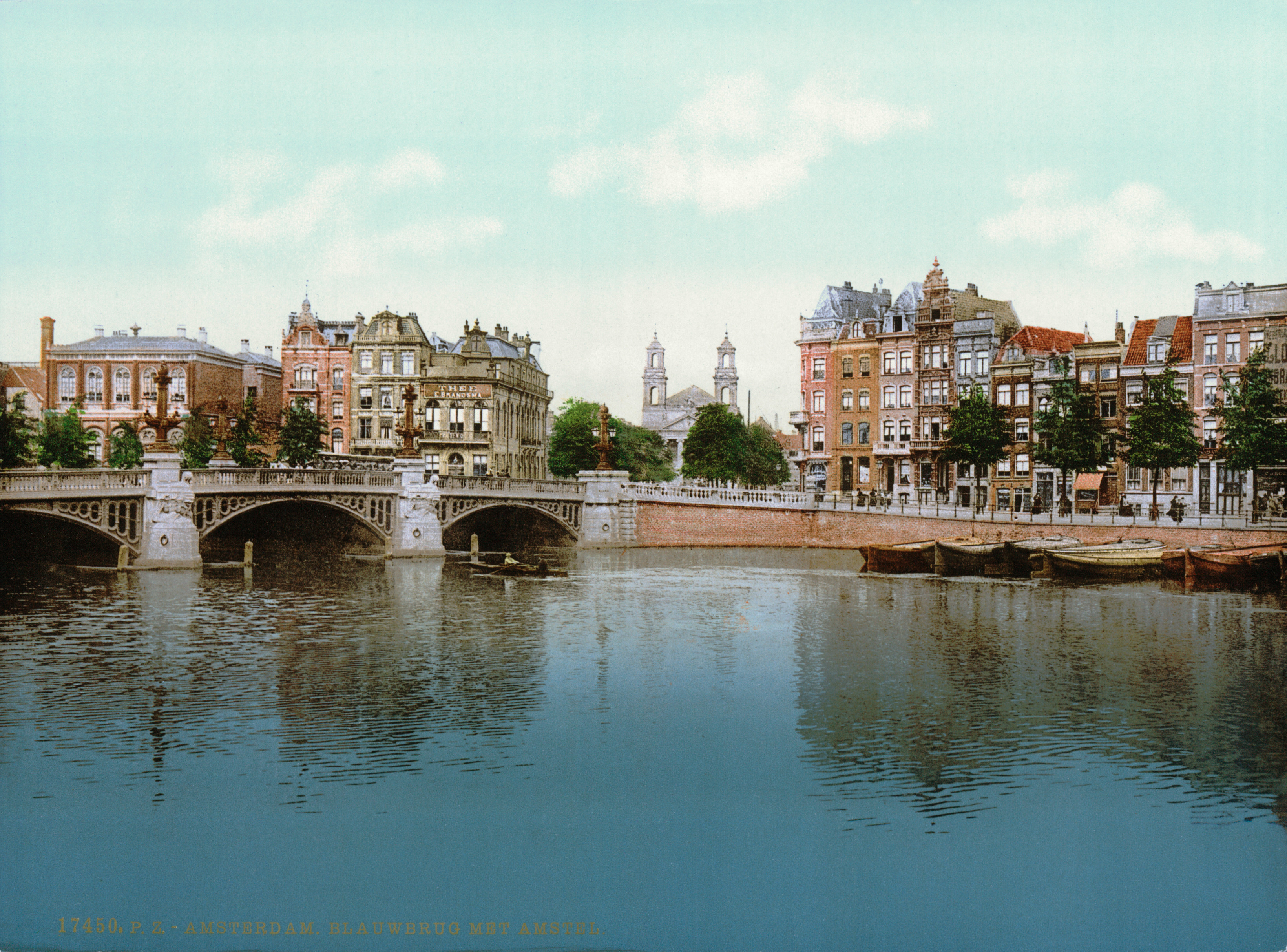
Блаувбрюг (Синій міст) у 1890–1900 роках

Мости Амстердама (нід. Bruggen van Amsterdam) — важливий елемент міського ландшафту. Амстердам розташований уздовж берегів річки Амстел і розгалуженої мережі каналів. Вони відігравали в житті громади величезну роль, у тому числі як транспортний шлях і навіть як оборонний рів. Вода нерозривно пов'язана з містом, тому Амстердам іноді називають Північною Венецією.
Через канали перекинуті понад 1,5 тис. мостів. За їх кількістю Амстердам поступається Гамбургу і Берліну, але випереджає Венецію. Серед найвідоміших мостів — Мюнтслейс (міст № 1), Магере Брюг (міст № 242) та інші.

## Будівництво мостів
Протягом історії число мостів постійно зростало. У XVI столітті в місті було 52 моста і 6 дюкерів. Близько 1600 року їх кількість збільшилася до 110, у тому числі 10 дюкерів. Через швидке зростання міста на початку XVII століття це число майже подвоїлося. У XIX столітті налічувалося 297 мостів і 9 дюкерів. На сьогодні в Амстердамі — 1539 мостів, у тому числі 252 в історичній частині, а з передмістями — 2291.

## Зменшення кількості мостів
У середині XIX століття місто виходить за межі, які сформувались у XVII столітті. Приблизно з 1860 року за каналом Сингел почалося будівництво нових кварталів. У центрі з гігієнічних міркувань (сморід розносився по місту) починають засипати перші канали. Пізніше збільшення транспорту і розширення доріг до нових кварталів спричинило подальше зменшення кількості мостів. У 1860–1895 роках зникли десятки мостів. З 1900 року були запущені електричні трамваї, які вимагали кардинальної перебудови мостів. Високі мости були замінені низькими. Іноді руйнувались справжні пам'ятки архітектури.
У XX столітті через перебудову міста зникла велика кількість історичних мостів. Хоча за ці роки вдалось зберегти і відновити сотні пам'яток, водночас були знесені старі мости і замінені новими конструкціями. Тепер мости належать до історичного спадку і є частиною антропогенного середовища. Через канал Сингел перекинуто 72 моста, які мають не стільки утилітарне, скільки культурне значення для міського ландшафту.

## Види амстердамських мостів
Перші мости в Амстердамі були дерев'яними. Проліт складався з кількох прямокутних балок. Кількість опор залежала від ширини каналу. Сьогодні функціонують лише кілька дерев'яних мостів, у тому числі підйомних.
З часом стали надавати перевагу кам'яним арковим мостам, які гармонійно вписувались у міський пейзаж. Однак вони значно ускладнювали судноплавство каналами. Щоб покращати ситуацію, почали зводити підйомні мости. Під впливом промислової архітектури та інженерії в XIX столітті змінюються конструкції мостів. З'явились залізні і стальні, а згодом бетонні мости. Замість аркових будуються плоскі мости. З 1930 року вводяться в експлуатацію вертикально-підйомні мости, у яких проліт піднімається паралельно воді.

## Мости Амстердамської школи

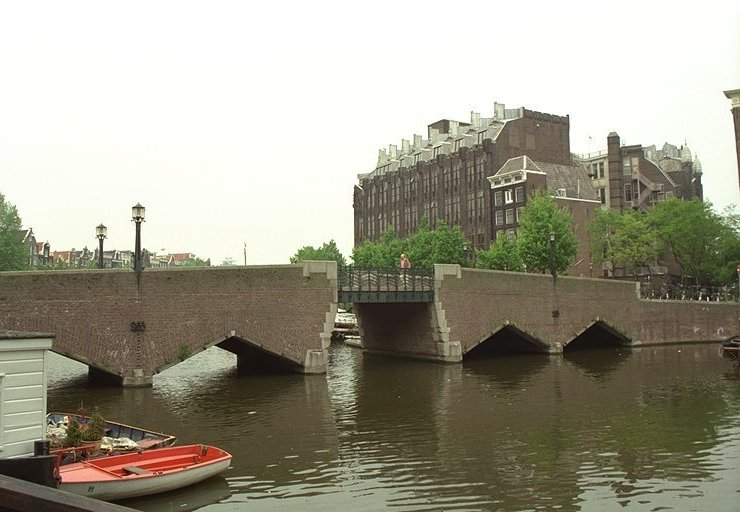
Міст № 238 на каналі Валсейландсграхт/ Бейтен Бантаммерстрат. Архітектор Й. ван дер Мей

Нова сторінка в мостобудуванні відкрилась у першій треті XX століття з часу, коли міська влада Амстердама найняла своїми «радниками з естетики» в 1911 році Йогана ван дер Мея і в 1917 році Піта Крамера. Ними був започаткований унікальний архітектурний стиль, названий Амстердамською школою. Особливо відзначився архітектор Піт Крамер (1881–1961), який працював архітектором у відділі мостів Муніципального управління громадських робіт. У 1917–1952 роках за його проектами зведено близько 400 мостів, значна частина яких знаходиться в Амстердамському парку Бос. Нерідко Крамер також займався проектуванням будинків, прилеглих до мостів, а також дизайном ґрат і навіть ландшафтним дизайном територій, що безпосередньо оточують спроектовані ним мости.

## Нумерація мостів

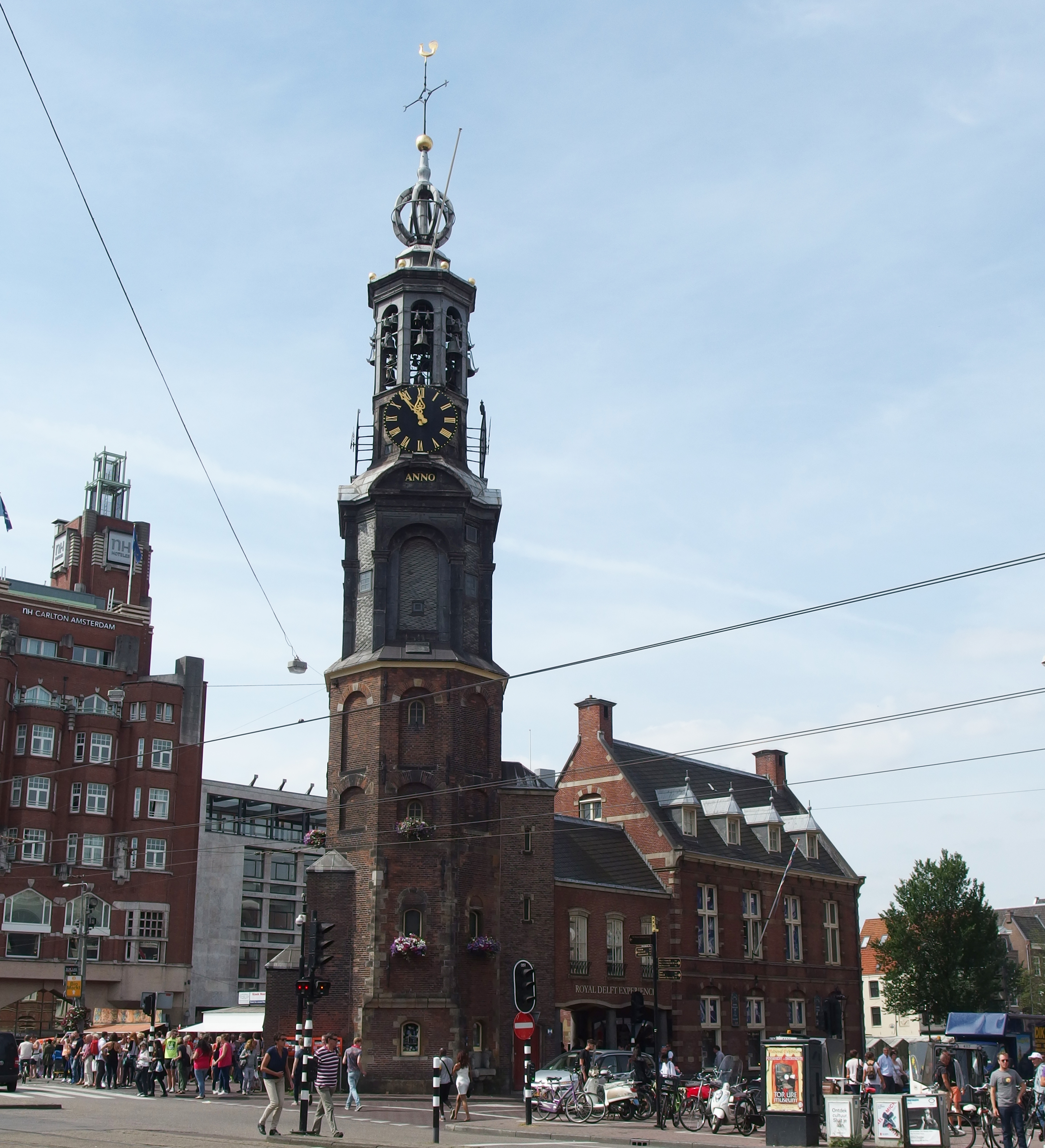
Мунтторен і міст № 1 (Мюнтслейс).

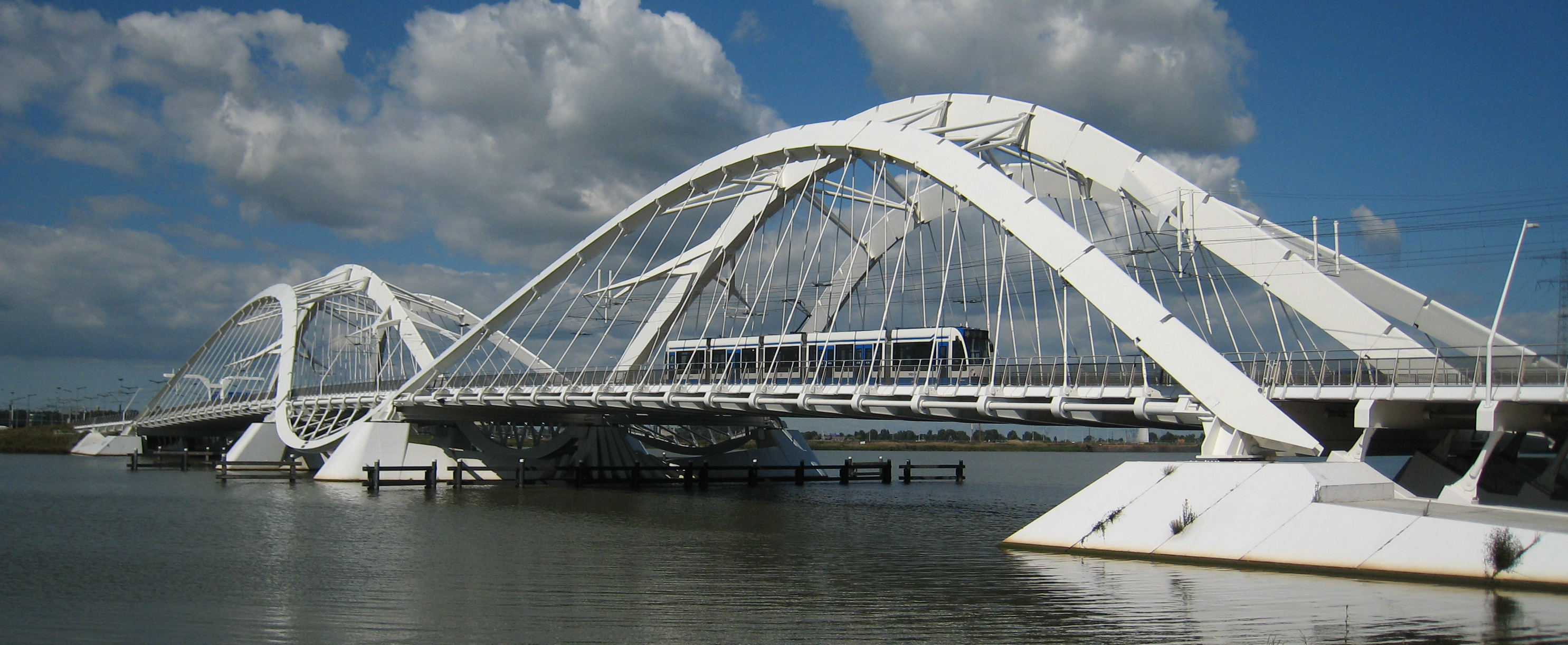
Міст № 2001 (Еннеуса Герма). У народі за свою форму отримав назву «Бюстгальтер»

Усі мости в Амстердамі мають свій порядковий номер. Перший номер належить Мюнтслейс на площі Мюнтплейн. Звідси мости пронумеровані по каналу Сингел, а далі по колу йдуть до передмістя. Тисячний міст в Амстердамі був відкритий 1973 року і розташований на Вестландграхті біля парка Рембрандта. Номер 2000 у моста Яна Шафера, який перетинає бухту Ея. Мости в Ейбурзі нумеруються з номера 2001 (міст Еннеуса Герма, урочисто відкритий 2001 року).